# Amaramnis
Amaramnis (Амарамнис — „животиња из Битер Крика”) је изумрли род плаценталних сисара из изумрле парафилетске породице Pantolestidae, који је у периоду раног еоцена настањивао подручје Сјеверне Америке.

## Етимологија назива
| Род:      | Поријекло назива од: | Значење назива:         |
| --------- | --- | ----------------------- |
| Amaramnis | - потока Битер Крик у Вајомингу (гдје су пронађени фосилни остаци ове рода) - латинске ријечи амарус (лат. amarus), која значи горко - и латинске ријечи амнис (лат. amnis), која значи поток | животиња из Битер Крика |

| Врста:      | Поријекло назива од:                                                      | Значење назива:      |
| ----------- | ------------------------------------------------------------------------- | -------------------- |
| A. gregoryi | - рода Amaramnis - и презимена америчког палеонтолога Џозефа Т. Грегорија | грегоријев Амарамнис |

## Систематика

### Класификација
| Врста:                     | Распрострањеност фосила и локација: | Временски распон:      |
| -------------------------- | ----------------------------------- | ---------------------- |
| †A. gregoryi (Gazin, 1962) | САД (Вајоминг)                      | 54,9 до 50,5 мил. год. |